# بيلميني

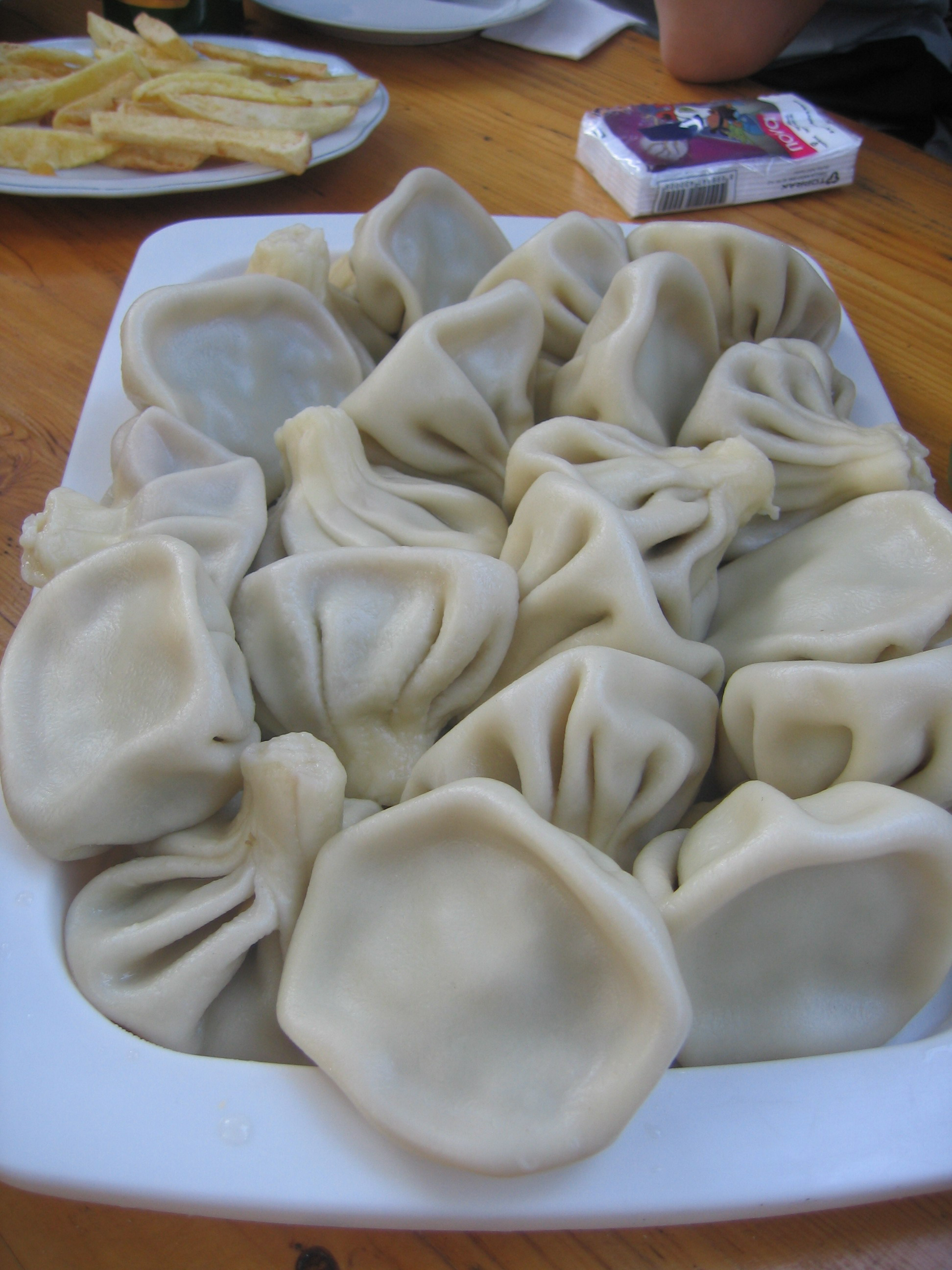
طبق الكينكالي

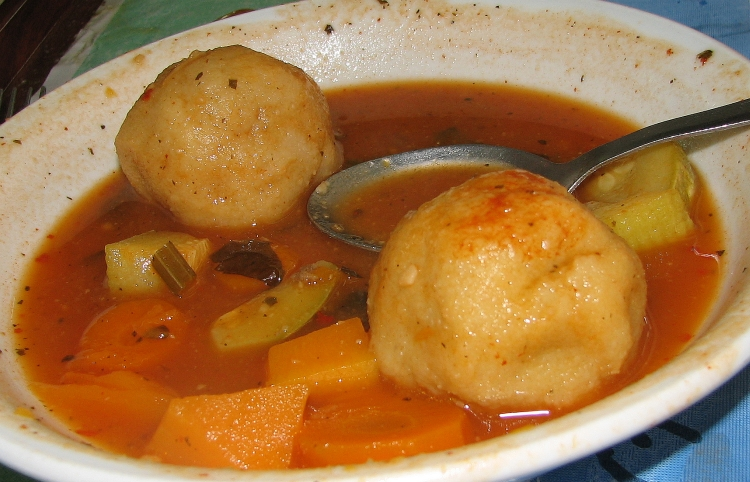
الكبة اليهودية العراقية

بيلميني هي كرات مطهوة من عجينة الخبز. وعادة ما تعتمد على الطحين أو البطاطس أو الخبز وربما تحتوي على اللحم أو سمك أو الخضروات أو الحلويات. بل وربما تطهى عن طريق الغليان أو التبخير أو الطهو ببطء أو القلي أو الخبز. وربما يتضمن البلميني حشوة أو عناصر أخرى مختلطة بعجينة الخبز. وقد يحتوي على الحلوى أو النكهات اللذيذة. ويمكن أن تؤكل وحدها أو في حساء أو اليخني مع مرقة اللحم أو بأي طريقة أخرى. بينما تشبه بعض أنواع الزلابية العجينة المتماسكة في الماء المغلي، مثل جنوتشي (gnocchi) وغيرها مثل الوونتون التي تشبه كرات اللحم المغطاة بطبقة رقيقة من العجينة.

## المطبخ الإفريقي
يتوافق طبق الفوفو (Fufu) مع تعريف الزلابية في أنها كرات نشوية من العجين المطهو على البخار. وتعتبر الفوفو من الأطعمة الرئيسية في العديد من المناطق الإفريقية، على الرغم من أنها قد تشتهر بعدة أسماء أخرى. نشأت أكلة الفوفو في غانا، حيث كانت تؤكل عادة في الحساء، وهو يشبه كثيرًا كرات خبز المصة أو مع النباتات أو اللحم المخلوط باليخنة. وهناك مثال على الأنواع المختلفة لفوفو مثل أكلة بانكو (banku) وكينكي (kenkey)، حيث تتكون الزلابية من عجينة الذرة المخمرة. وتطهى البانكو عن طريق الغليان بينما تظل كينكي تغلي جزئيًا ثم تُترك للتبخر في أوراق الموز. وهناك عدة أنواع أخرى من الفوفو في إفريقيا ومنطقة البحر الكاريبي.

## المطبخ الأوروبي

### المطبخ البريطاني والأيرلندي
تصنع الزلابية ذات النكهة اللذيذة من كرات من العجين التي تعتبر جزءًا من تقاليد المطبخ البريطاني والمطبخ الأيرلندي. تصنع الزلابية من مقدار من الطحين ذاتي الاختمار يكون ضعف مقدار الدهن، ويتم خلطهما معًا بماء بارد لتكوين العجينة وتُتبل بالملح والفلفل. وتوضع كرات العجين هذه في وعاء من اليخنة أو الحساء المغلي. وتظل مغموسة في اليخنة جزيئًا لمدة عشر دقائق أو نحو ذلك، ومن ثم تتمدد لأنها نصف مسلوقة على نصف متبخرة. فالزلابية المطهية مجوفة من الداخل ورطبة من الخارج. وربما يضاف للعجينة مادة منكهة مع أعشاب أو قد تحتوي على الجبن مهروسًا في وسطها.

### المطبخ الإيطالي

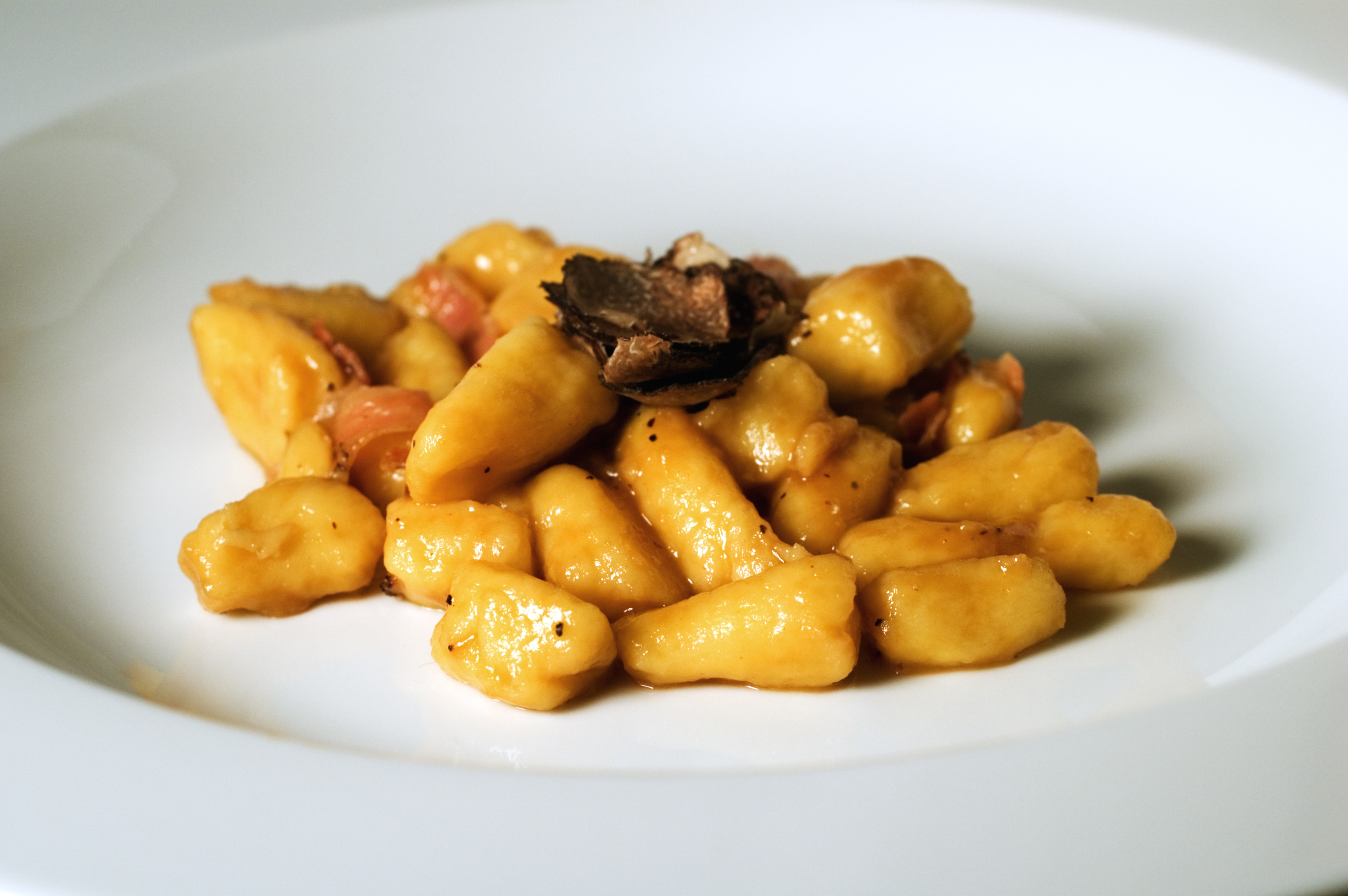
جنوتشي

تتوافق أكلتا الرافيولي (Ravioli) وتورتيليني (tortellini) مع التعريف الأساسي للزلابية، فهما قطع من الباستا جيبية المظهر تحتوي على حشوات مختلفة من (الجبن أو الفِطر أو السبانخ أو الأطعمة البحرية أو اللحوم). فبدلاً من أن تشكل العجينة على شكل كرات، تُفرد العجينة وتقطع إلى أشكال، وتُحشى هذه الأشكال بعناصر أخرى ومن ثم تلف العجينة حول الحشوة. كما تنتشر جنوتشي على نطاق واسع في الأرجنتين، وهي نوع مختلف من الزلابية الإيطالية.

## المطبخ الشرق أوسطي
الأرميني

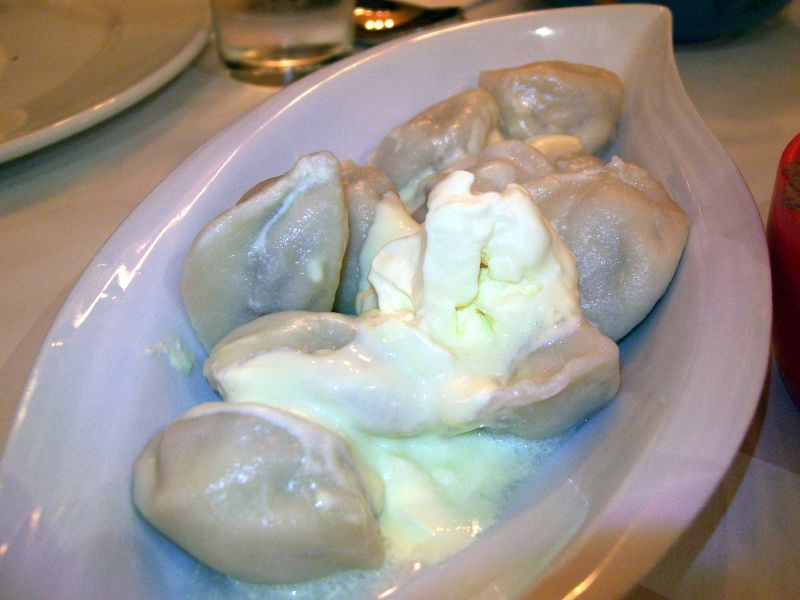
طبق مانتي

عادة ما تقدم مانتي المحشوة باللحم في أرمينيا مع الزبادي أو الزبدة الرائبة إلى جانب الحساء الصافي. أما طبق المانتابور (Mantapour)، فهو حساء لحم بقري مع مانتي. شيش برك (أذربيجان: Düşbərə) هو حساء أذربيجاني يُقدم مع زلابية محشوة بقطع صغيرة جدًا من لحم الضأن. كينكالي (بالجورجية: ხინკალი)‏ هي زلابية من جورجيا عادة ما تكون محشوة باللحم المتبل.
البوراكي (Boraki) هو نوع من البلميني (pelmeni) الأرميني المقلي. فالفرق الرئيسي بين البوراكي والبلميني التقليدي هو أن اللحم المفروم يحمر أولاً، حيث يتشكل البوراكي على شكل كرات صغيرة مفتوحة من الأعلى، حيث توضع هذه الكرات لتغلي في الحساء برفق ثم تُحمر بعد ذلك. ويقدم البوراكي وهو مزين بالزبادي والثوم المفروم.

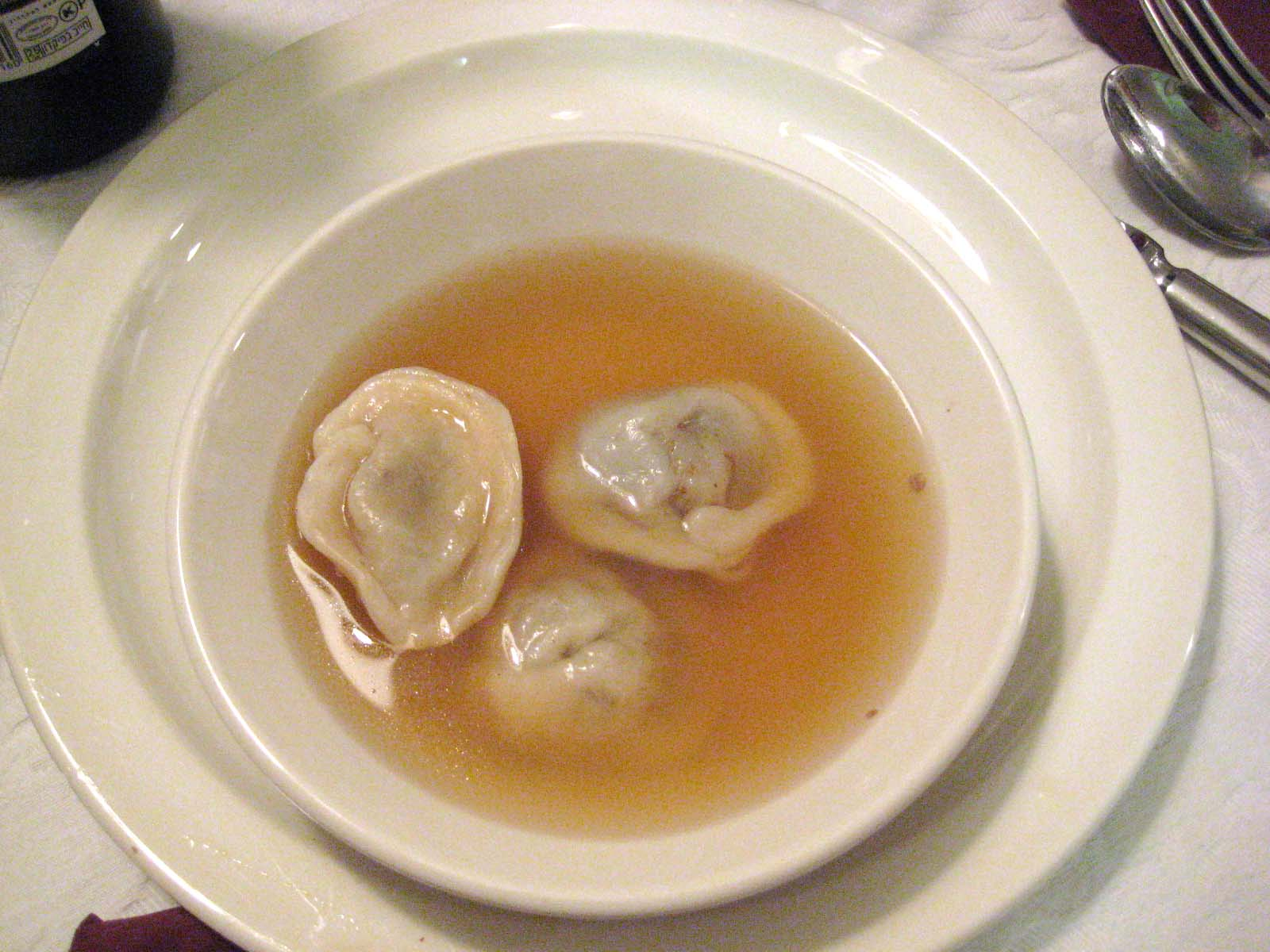
طبق كريبلاش (kreplach) محشو باللحم في حساء صافٍ

- شيشبرك
- المانتي الأرمنية
- العصيدة
- شيش برك

### المطبخ التركي
- مانتي (زلابية)

## المطبخ الأمريكي

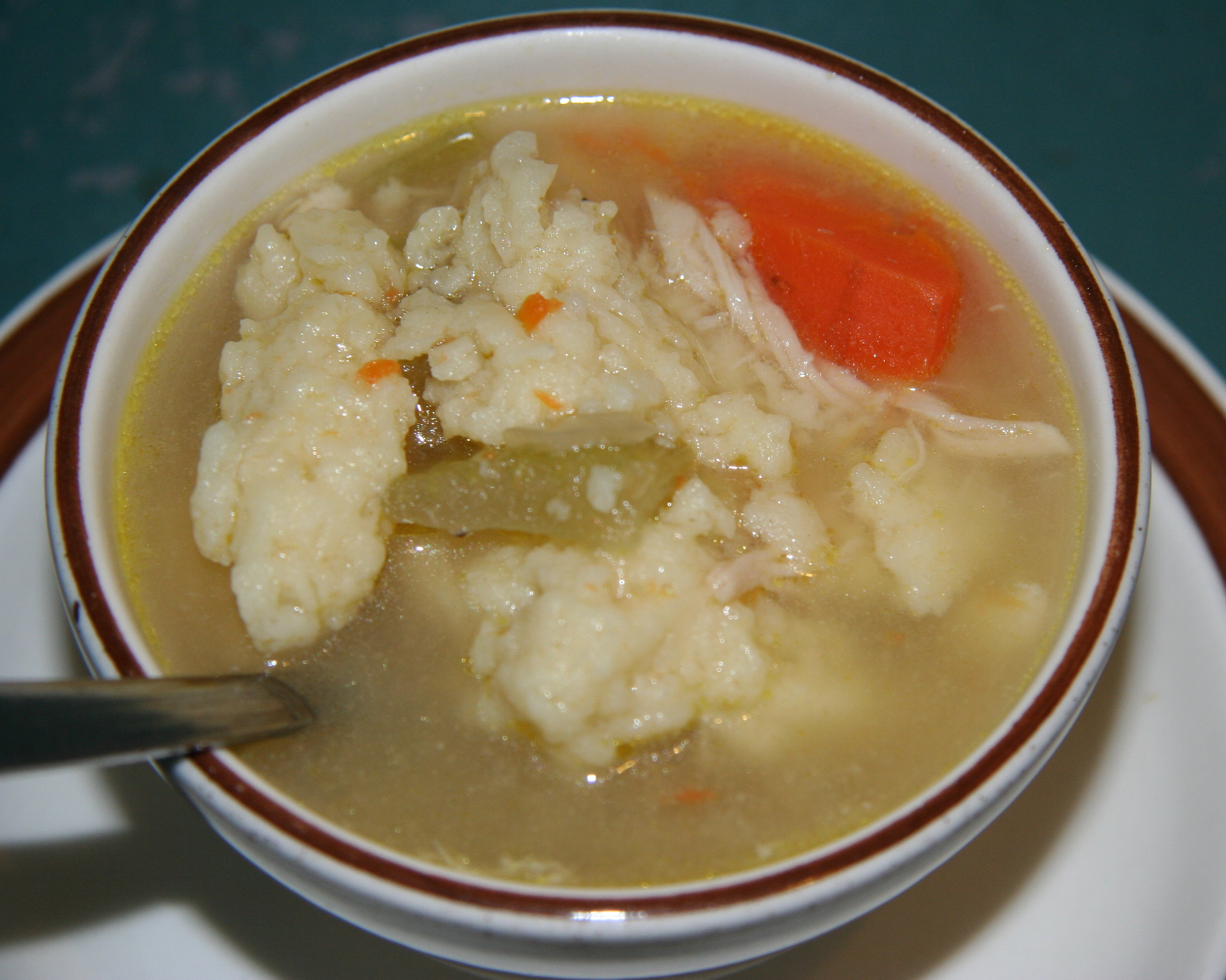
حساء الدجاج مع الزلابية

هناك عدة أنواع من الزلابية منتشرة في الولايات المتحدة. تطهى أجزاء من العجين في حجم القضمة أو قبضة اليد في حساء الدجاج إلى جانب مجموعة متنوعه من الخضروات لتكوين طبق من الدجاج والزلابية والذي يقدم مع حساء غني بالمغذيات. غالبًا ما تستخدم الزلابية كجزء من البيرغو (اليخنة) الشائعة إقليميًا.
تصنع زلابية التُّرتية من خلال إضافة الترتية والحشوات إلى وعاء مرق مغلي. وتشتمل الأنواع المختلفة الشعبية من الزلابية الجنوبية على زلابية الدجاج وزلابية الديك الروميّ وزلابية الفراولة وزلابية التفاح وزلابية لحم الخنزير وحتى زلابية الفاصولياء البيضاء المجففة.
ففي جبال أليجيني في بنسيلفانيا الوسطى، يعد طبق حلوى في شكل عجينة ملفوفة مصنوعة من الدقيق ومرق (عادة من لحم الخنزير) وتقطع إلى مربعات وتغلي مع اللحم في الحساء، وعادة ما تُقدم معها بطاطس.